# 接岨峡温泉駅
接岨峡温泉駅（せっそきょうおんせんえき）は静岡県榛原郡川根本町犬間にある、大井川鐵道井川線の駅である。

## 歴史
- 1959年（昭和34年）8月1日：川根長島駅として開業
- 1990年（平成2年）10月2日：長島ダム建設に伴う新線開通と同時に接岨峡温泉駅に改称

## 駅構造
島式1面2線のホームを持つ。
付記事項

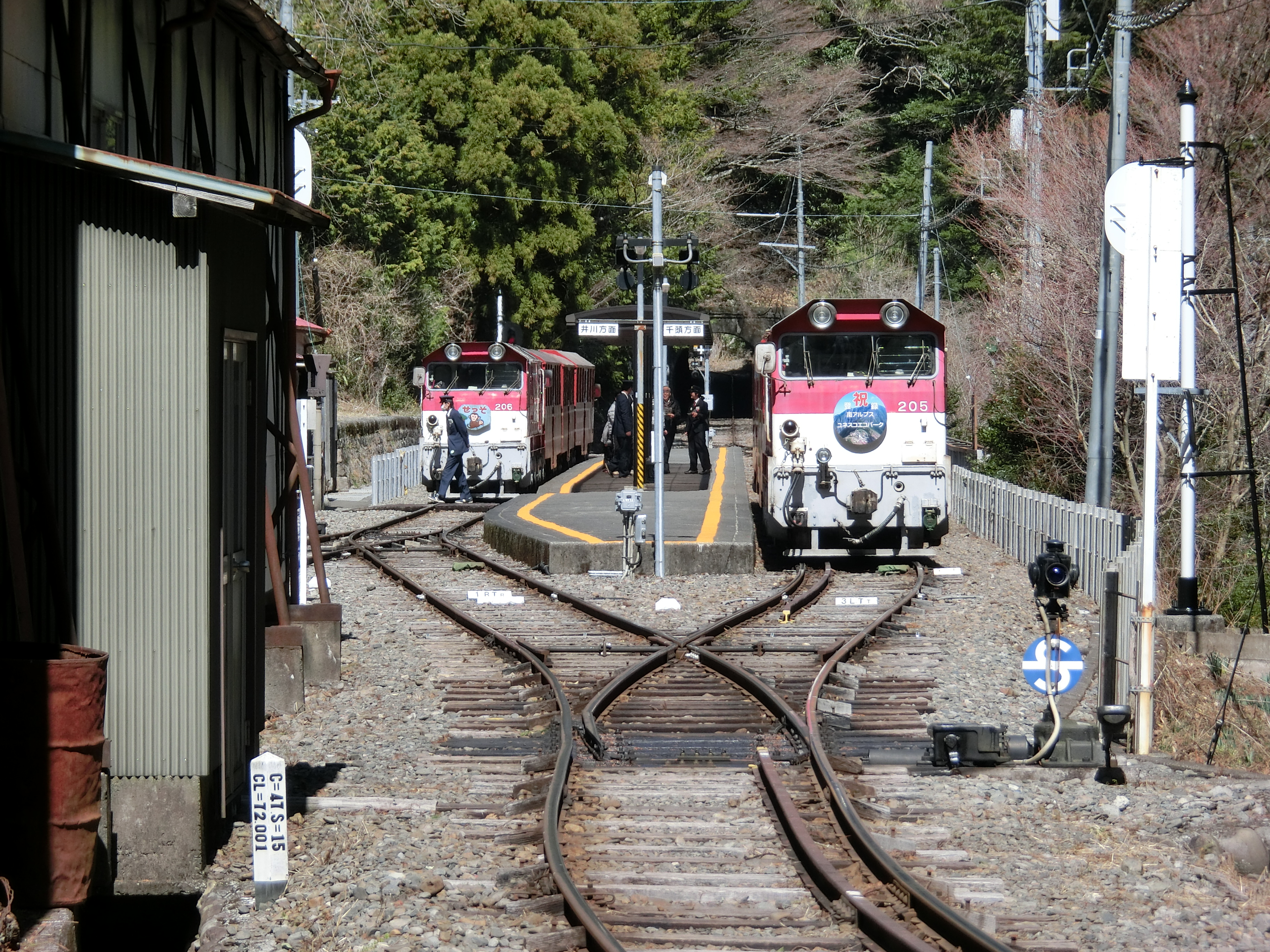
駅構内（2015年3月）

- 構内の千頭寄りには車庫があり、かつて車両の夜間滞泊が行われた際に使用されていた。
- 旧川根長島駅開業当時は相対式1面2線と待機線1線があった。

## 駅周辺
- 接岨峡温泉
- 接岨峡温泉会館
- 資料館やまびこ
- 大井川
- 静岡県道388号接岨峡線

## その他の特徴
- 付近には接岨峡温泉の集落（長島集落）が広がる。かつてこの集落は現在地より低い谷底に位置していたが、長島ダム建設に伴い元の場所が水没することになったため、駅付近に移動してきたものである。これを契機に駅名も従来の川根長島駅から接岨峡温泉駅に改称している。
- なお、駅名の由来となった前述の長島集落の住民の多くは長嶋姓である（長島ではない）。また大井川の対岸にある梅地集落の住民の多くは筑地姓である（室町時代に京都近郊の梅津から移住した筑地氏の末裔とされ、集落の名も「梅津」から変化したという[1]）。

## 隣の駅
大井川鐵道
■井川線
奥大井湖上駅 - 接岨峡温泉駅 - 尾盛駅
（路線変更以前）
大井川鉄道
井川線
犬間駅 - 川根長島駅 - 尾盛駅